# 香港隧道列表

## 鐵路隧道
以下是香港主要的鐵路隧道列表：
- 塱原隧道（東鐵綫上水站－落馬洲站）
- 大埔5號隧道及大埔5A號隧道（大埔滘隧道）（東鐵綫大學站－大埔墟站）
- 筆架山隧道（東鐵綫九龍塘站－大圍站）
- 何文田1A號隧道 （東鐵綫旺角東站－紅磡站）
- 大欖隧道（屯馬綫荃灣西站－錦上路站）
- 下葵涌隧道及青荃隧道 （屯馬綫荃灣西站－美孚站）
- 東區海底隧道（將軍澳綫鰂魚涌站－油塘站）
- 五桂山隧道（將軍澳綫及觀塘綫油塘站－調景嶺站）
- 百勝角隧道（將軍澳綫將軍澳站－將軍澳車廠/康城站）
- 尖沙咀海底隧道（荃灣綫金鐘站－尖沙咀站）
- 青衣北隧道（機場快綫及東涌綫青衣站－青馬大橋）
- 西區沉管隧道 （機場快綫及東涌綫香港站－九龍站）
- 大陰頂隧道 （迪士尼綫迪士尼站－欣澳站）
- 南風隧道 （南港島綫海洋公園站－金鐘站）
- 廣深港高速鐵路香港段（西九龍總站－廣深港高速鐵路廣深段）
- 獅子山隧道（屯馬綫顯徑站－鑽石山站）
- 東鐵綫海底隧道（東鐵綫會展站－紅磡站）

## 煤氣及天然氣隧道
- 煙墩山隧道
- 寶馬山煤氣喉管隧道（由寶馬山道至大坑道）

## 外部連結
- 香港地方－行車隧道及下通道 （页面存档备份，存于）